# Богачёв, Иван Николаевич
Иван Николаевич Богачёв (1904—1979) — советский учёный-металлург, доктор технических наук, профессор; один из создателей уральской школы металловедов. Автор 300 печатных работ, в том числе 13 монографий, а также 15 авторских свидетельств на изобретения.

## Биография
Родился 25 ноября 1904 года под Оренбургом в крестьянской семье.
После окончания школы работал шофером, затем — чертежником. В 1931 году окончил металлургический факультет Уральского индустриального института, после чего работал заведующим отделом Уральского института металлов.
Вернувшись в 1934 году в Уральский политехнический институт по приглашению заведующего кафедрой металловедения С. С. Штейнберга, до конца жизни проработал в нём. Вначале был научным сотрудником, затем доцентом (1938), в 1947 году защитил докторскую диссертацию и в этом же году был утвержден в звании профессора. В течение 1944—1959 годов заведовал институтскими кафедрами металловедения и термической обработки, в 1959—1970 годах — термообработки и физики металлов. Был организатором и научным руководителем проблемной лаборатории металловедения в 1957—1979 годах.
В период Великой Отечественной войны он совместно с коллегами разработал технологию производства чугунных поршневых колец для танковых двигателей и авиамоторов на Челябинском тракторном заводе и Уральском моторном заводе, а на Верх-Исетском заводе участвовал в налаживании производства, освоения и повышения качества снарядов и мин.
Кроме учёной, занимался общественной деятельностью, был депутатом Верховного Совета РСФСР в 1950—1962 годах. Входил в состав редколлегии журнала «Литейное производство» и в экспертный совет ВАК СССР. Подготовил 90 кандидатов наук, а 22 его ученика стали докторами наук.
Умер 8 декабря 1979 года в Свердловске и был похоронен на Широкореченском кладбище. Рядом с ним позже была похоронена жена — Архипова Мария Сергеевна (1903—1990).

## Награды
- Был награжден орденами Ленина (1961) и «Знак Почёта» (1951), а также медалями.
- Лауреат Сталинской премии (1950, за освоение производства железнодорожных колес из отбеленного чугуна на «Уралвагонзаводе»).
- В 1964 году удостоен звания «Заслуженный деятель науки и техники РСФСР».